# Brygada Asano
Brygada "Asano" (jap. 浅野部隊 Asano-butai; ros. Асано-Бутай) – ochotniczy kolaboracyjny związek taktyczny, złożony z białych Rosjan w służbie Mandżukuo.
Pod koniec 1936 r. w sztabie japońskiej Armii Kwantuńskiej pojawił się plan połączenia wszystkich, istniejących od 1932 r., formacji i oddziałów złożonych z „białych” emigrantów rosyjskich i kozackich w jedną jednostkę wojskową. 
Realizacja tego pomysłu stała się możliwa dopiero na początku 1938 r. Pod koniec kwietnia zakończono formowanie w ramach Cesarskiej Armii Mandżukuo tzw. Oddziału "Asano", którego nazwa pochodziła od nazwiska majora wojsk lądowych Japonii i tytularnego podpułkownika (potem pułkownika) sił zbrojnych Mandżukuo, Makoto Asano, który objął jego dowództwo. Funkcję zastępcy pełnił Gurgen Ch. Nagolian. 
Jednym z głównych współtwórców oddziału był Konstantin W. Rodzajewski, przywódca Rosyjskiej Partii Faszystowskiej z siedzibą w Harbinie. W celach dezinformacyjnych używano nazwy Dokuritsu-kihei-tai, czyli Samodzielny Oddział Kawalerii "Asano". Chciano stworzyć wrażenie, że jest to kolejna kozacka jednostka kawaleryjska. 
Japończycy przygotowywali plany zaatakowania sowieckiego Dalekiego Wschodu i Syberii. W tym celu rozważali koncepcję utworzenia rosyjskiego, marionetkowego państwa na granicy z Mandżukuo. Oddział "Asano" miał zapewnić poparcie ludności rosyjskiej i kozackiej dla tych planów. Jego zadaniem było prowadzenie działań dywersyjno-rozpoznawczych po sowieckiej stronie granicy. 
Oddział stacjonował na stanicy Sungari II nad rzeką Sungari. Początkowo liczył ok. 250 ludzi pochodzących z paramilitarnej policji leśnej, szkoleniowego oddziału Rosyjskiej Partii Faszystowskiej, Stowarzyszenia Monarchistycznego i innych ugrupowań emigracyjnych, a także rosyjskiej i kozackiej młodzieży. Ich służba miała trwać 3 lata. Nosili oni mundury japońskie, ale potem otrzymali mundury Armii Czerwonej. Oddział składał się z czterech pododdziałów: strzeleckiego, saperskiego, artyleryjskiego i radiotelegraficznego. Ich nazwy pochodziły od nazwisk ich japońskich dowódców. 
W 1938 r. oddział wziął wpierw udział w walkach z miejscowymi partyzantami komunistycznymi, a następnie, na przełomie lipca i sierpnia pluton oddziału uczestniczył w bojach z Sowietami nad jeziorem Chasan (patrz: Walki nad jeziorem Chasan 1938). Pełnił tam jedynie zadania łącznikowe. 
W 1939 r. Oddział "Asano" został przekształcony w jednostkę kawaleryjską w składzie trzech kompanii i kompanii sztabowej (faktycznie o liczebności plutonu). Jego liczebność doszła do ok. 700 ludzi. Część żołnierzy pozyskano drogą tajnej mobilizacji emigrantów mających od 18 do 36 lat. Werbunek zorganizowała i przeprowadziła japońska misja wojskowa w Mandżukuo, która sprawowała nadzór nad oddziałem. 
W okresie maj-wrzesień 1939 r. Oddział "Asano" uczestniczył w bitwie nad Chałchin-Goł. Według źródeł, do oddziału zdołali przeniknąć sowieccy agenci, powodując spadek morale bojowego białych Rosjan i Kozaków. 
W 1940 r. piechota oddziału stacjonowała w stanicy Hengdaohezi we wschodniej części Mandżurii. Na jej czele stał porucznik armii Mandżukuo, biały Rosjanin A. N. Gukajew. 
Po agresji Niemiec na ZSRR w połowie 1941 r., Japończycy wydzielili z oddziału ok. 400 żołnierzy. Po odpowiednim przeszkoleniu zaczęli ich przerzucać grupami na stronę sowiecką w celu prowadzenia rozpoznania, sabotażu i walki partyzanckiej zarówno bezpośrednio za linią granicy, jak i na dalekich tyłach przeciwnika. Mieli także prowadzić antykomunistyczną propagandę. Byli przebrani w ubrania cywilne. Mieli uzbrojenie japońskie i sowieckie. 
Od połowy 1941 r. w stanicy Sungari II rozpoczęto formowanie nowych pododdziałów. We wrześniu w stanicy Hengdaohezi utworzono Oddział "Asayoko" w składzie dwóch plutonów piechoty (dowódcy: por. A. N. Gukajew i por. Agiejew), liczących ok. 100 ludzi. Na jego czele stanął japoński oficer kpt. Kimamura Morio. W październiku powstał Hailarski Oddział Konno-Policyjny, liczący ok. 50 ludzi. Dowódcą został esauł Iwan A. Pieszkow, a zastępcą dowódcy esauł I. I. Zykow. Jego żołnierze nosili policyjne mundury sił zbrojnych Mandżukuo. 
Począwszy od 1942 r. rozpoczął się otwarty werbunek do Oddziału "Asano". Doprowadził on do jego przekształcenia w Brygadę "Asano", która osiągnęła ok. 3,5 tys. żołnierzy. Nosili oni mundury oddziałów pogranicznych armii Mandżukuo. Latem 1943 r. do stanicy Sungari II przybył kpt. Asakura wraz z kilkoma rosyjskimi instruktorami. W składzie brygady utworzono nowe pododdziały: strzelecki, strzelców granatników i radiowy. 
W grudniu 1943 r. brygadę przekształcono w Rosyjskie Oddziały Wojskowe Armii Mandżukuo.